# Tower Hill (Metropolitano de Londres)
Tower Hill é uma estação de Metropolitano de Londres em Tower Hill, no East End de Londres. Está na Circle line entre as estações Monument e Aldgate, e na District line entre Monument e Aldgate East. Tower Hill está dentro da Zona 1 do Travelcard e fica a uma curta distância da Estação Tower Gateway para o Docklands Light Railway, para o Estação Fenchurch Street para os serviços principais da National Rail e do Tower Millennium Pier para os serviços fluviais.
A entrada da estação Tower Hill fica a poucos metros de um dos maiores segmentos remanescentes do Muro Romano de Londres, que outrora cercava a histórica Cidade de Londres. Uma pequena parte deste muro é visível acima da via no extremo leste da plataforma a oeste, perto do teto. A estação foi construída no local da antiga Estação Tower of London que foi fechada em 1884. A atual estação Tower Hill foi inaugurada em 1967 e substituiu uma estação próxima com o mesmo nome, mas originalmente chamada de Mark Lane, que ficava um pouco mais a oeste.
Em 2021, a Transport for London fez de Tower Hill a décima estação de metrô a substituir alguns logotipos de plataforma padrão por 'roundels de papoula' para o período que antecede o Dia da Lembrança de cada ano. Em frente à estação em Trinity Square Gardens está o Memorial da Marinha Mercante comemorando os marinheiros mercantes perdidos nas duas Guerras Mundiais e na Campanha das Malvinas que não têm túmulo além do mar. Seu total de cerca de 36.000 nomes é maior do que qualquer outro memorial da Commonwealth War Graves Commission no Reino Unido.

## Serviços
As frequências dos trens variam ao longo do dia, mas o padrão típico de serviço fora do horário de pico é:
- District line:
  - Sentido leste:
    - 12 tph (trens por hora) para Upminster.
    - 3 tph para Barking
    - 3 tph termina aqui

  - Sentido oeste:
    - 6 tph para Ealing Broadway;
    - 6 tph para Richmond;
    - 6 tph para Wimbledon.
- Circle line:
  - Anti-horário:
    - 6 tph para Hammersmith via Aldgate.

  - Sentido horário:
    - 6 tph para Edgware Road via Embankment.

## Futuro
Um documento de apoio ao transporte divulgado pelo gabinete do Prefeito de Londres prevê o fechamento da Estação Tower Gateway DLR e da filial que a atende, com um intercâmbio de substituição sendo fornecido através de novas plataformas na estação de metrô Tower Hill. O raciocínio é dado que atualmente, 90 por cento dos passageiros do DLR City usam a Estação Bank, mas apenas 75 por cento dos serviços vão para lá; isso aumentaria o serviço a Bank de 23 tph para 30 tph, liberando assim mais capacidade na ramal Bank.

## Conexões
As linhas de ônibus de Londres 15, 42, 78, 100, 343, as rotas noturnas N15, N551 e as rotas de ônibus de longa distância 734, 735, 736, 761, 762, 763, 764, 765, 769, 770 e 780 servem a estação.